# Bellavista, Colombia
Bellavista är en ort i Colombia.   Den ligger i departementet Chocó, i den nordvästra delen av landet, 400 km nordväst om huvudstaden Bogotá. Bellavista ligger 19 meter över havet och antalet invånare är 1 396.
Terrängen runt Bellavista är huvudsakligen platt. Bellavista ligger nere i en dal. Runt Bellavista är det ganska glesbefolkat, med 24 invånare per kvadratkilometer. Närmaste större samhälle är Vigía del Fuerte, 11,4 km nordost om Bellavista. I omgivningarna runt Bellavista växer i huvudsak städsegrön lövskog.